# فيروس كورونا المرتبط بالمتلازمة التنفسية الحادة الشديدة النوع 1
فيروس كورونا المرتبط بالمتلازمة التنفسية الحادة الوخيمة أو فيروس سارس (SARS-CoV) هو فيروس كورونا يسبب متلازمة تنفسية حادة وخيمة (سارس)، وهو سبب وباء سارس سنة 2003. ظهر الفيروس في نوفمبر 2002 في مقاطعة غوانغدونغ بالصين، وتسبب بين 1 نوفمبر 2002 و31 أغسطس 2003 في إصابة 8096 شخص من 29 بلد مخلفا 774 وفاة أغلبها في الصين، هونغ كونغ، تايوان وجنوب شرق آسيا. وهو فيروس رنا أحادي السلسلة موجب الاتجاه (المجموعة 4 من تصنيف بلتيمور) من جنس فيروس كورونا بيتا.
في 16 أبريل 2003 عقب تفشي سارس في آسيا وحالات ثانوية في أماكن أخرى من العالم، أصدرت منظمة الصحة العالمية بيانا صحفيا تقول فيه أن فيروس كورونا الذي تم تحديده بواسطة عدة مختبرات هو السبب الرئيسي لمتلازمة سارس. واحتُفظ بعينات من الفيروس في مختبرات بمدينة نيويورك، سان فرانسيسكو، مانيلا، هونغ كونغ وتورونتو.
حددت مراكز مكافحة الأمراض واتقائها في الولايات المتحدة ومختبر علم الأحياء المجهري الوطني (NML) في كندا جينوم فيروس سارس في أبريل 2003، وأثبت علماء في جامعة إراسموس روتردام بهولندا أن فيروس كورونا سارس يستوفي فرضيات كوخ وبذلك تم تأكيد أنه عامل مسبب للأمراض. وفي التجارب على القرود، طورت قرود المكاك المصابة بالفيروس نفس أعراض سارس التي يطورها المصابون به لدى البشر.
فيروس كورونا سارس هو واحد من عدة فيروسات حددتها منظمة الصحة العالمية بأنها على الأرجح يمكن أن تسبب وباءات عالمية مستقبلية وذلك في إطار خطة جديدة استُحدثت بعد وباء إيبولا للبحث والتطوير العاجل -قبل وأثناء الوباء- لاختبارات تشخيص، ولقاحات وأدوية.

## المتلازمة التنفسية الحادة الوخيمة (سارس)

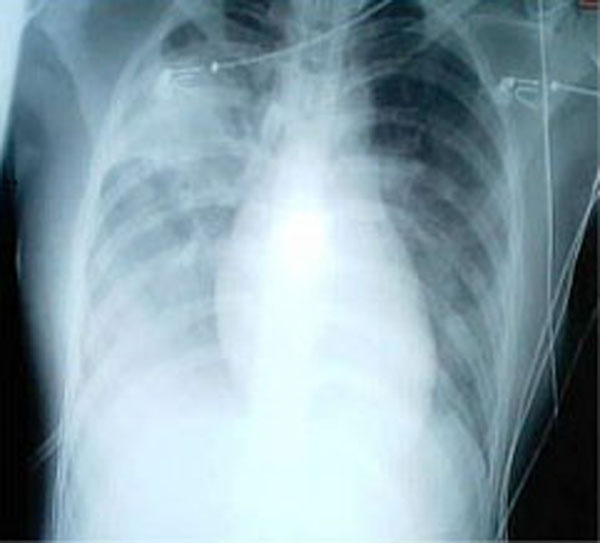
صورة بالأشعة السينية لصدر مريض بسارس تُظهر عتامة، وهي مؤشر على الإصابة بذات الرئة.

المتلازمة التنفسية الحادة الوخيمة أو سارس هو مرض تنفسي فيروسي من أصل حيواني المنشأ يسببه فيروس كورونا سارس. ويُحدث هذا الفيروس في الغالب مرضا وخيما تدل عليه أعراض أولية شبيهة بأعراض الأنفلونزا هي: ألم عضلي، صداع وحمى يعقبها بعد 2-14 يوما بداية الأعراض التنفسية: السعال، التهاب الحلق، ضيق النفس وربما يؤدي في النهاية إلى ذات الرئة سواء ذات الرئة الفيروسي بشكل مباشر أو ذات الرئة البكتيري. هناك عرض آخر شائع لدى مرضى سارس وهو انخفاض أعداد الخلايا اللمفاوية في الدم. والعرض الوحيد الشائع بين جميع المرضى هو ارتفاع درجة الحرارة إلى 38°. متوسط فترة حضانة فيروس سارس بين 4-6 أيام، ونادرا ماتكون قصيرة ليوم واحد أو طويلة حتى 14 يوما.
```
المسار الرئيسي لانتقال سارس هو اتصال 
الغشاء المخاطي
 
بالقطرات التنفسية
 لمريض آخر أو 
أداة العدوى
. رغم أن الإسهال عرض شائع بين المصابين بسارس، إلا أن 
المسار الفموي الشرجي
 لا يبدو بأنه وسيلة انتقال شائعة.
[
10
]
 
عدد التكاثر الأساسي
 لفيروس سارس (R
0
) يتراوح بين 2-4 حسب مختلف الدراسات. خفضت تدابير الوقاية المستحدثة في أبريل 2003 الرقم إلى 0.4.
[
10
]
```

عقب تفشي سارس سنة 2003، توفي حوالي 9% من المرضى المؤكد إصابتهم بسارس. معدل الوفيات كان أعلى بكثير بين الأفراد الذين تجاوز عمرهم الستين بنسبة تقترب من 50% لدى هذه الفئة الفرعية من المرضى.

## تاريخ
في أبريل 2003، أنهى علماء يعملون في مركز مايكل سميث لعلوم الجينوم في فانكوفر بكندا موضعة (تحديد مواضع) التسلسل الجيني لفيروس كورونًا اعتُقد أنه مرتبط بمرض سارس، عمل الفريق بقيادة الدكتور ماركو مارا بالتعاون مع مركز كولومبيا البريطانية لمكافحة الأمراض ومختبر علم الأحياء المجهري الوطني في وينيبيغ، مانيتوبا باستخدام عينات من مرضى مصابين بالفيروس في تورونتو. تمت مشاركة التسلسل المحدد -الذي اعتُبر من قبل منظمة الصحة العالمية كخطوة مهمة نحو محاربة سارس- مع علماء في مختلف أنحاء العالم عبر موقع ويب GSC. وصف الدكتور دونالد لو من مستشفى جبل سيناء بتورونتو تحديد التسلسل بأنه أنُجِز «بسرعة غير مسبوقة». بعد ذلك تم تأكيد تسلسل فيروس كورونا سارس بواسطة العديد من المجموعات المستقلة.
في نهاية مايو 2003، وجدت دراسات لعيناتِ حيواناتٍ بريةٍ تباع كغذاء في سوق محلي بغوانغدونغ، الصين أنه يمكن استخلاص فيروس سارس من زباد النخل المقنع، لكن هذه الحيوانات لم تُظهِرأعراضا سريرية في جميع الحالات، وكانت الخلاصة الأولية أن فيروس سارس تجاوز حاجز الانتقال الأجنبي من زباد النخل إلى البشر، وتم قتل ما يزيد عن 10آلاف زباد نخل في مقاطعة غوانغدونغ. وُجِد لاحقا أن الفيروس يتواجد كذلك في كلاب الراكون، غريرات ابن مقرض والقطط الأليفة. في 2005، حددت دراستان عددا من فيروسات كورونا الشبيهة بسارس لدى الخفاش الصيني. أشارت دراسات تطور السلالات إلى احتمالية عالية لكون أصل فيروس كورنا سارس من الخفافيش ثم انتقل إلى البشر إما مباشرة أو عبر حيوانات تواجدت في أسواق صينية. لم تظهر الخفافيش أي أعراض جلية للمرض، لكنها على الأرجح الخزانات الطبيعية لفيروسات كورونا الشبيهة بسارس. في نهاية 2006، وضع علماء من مركز مكافحة الأمراض والوقاية في جامعة هونغ كونغ ومركز غوانزو لمكافحة الأمراض والوقاية رابطا جينيا بين فيروس كورونا سارس الظاهر لدى زباد النخل والبشر، مؤكدين افتراضاتٍ بأن هذا المرض انتقل بين الأنواع.

## علم الفيروسات

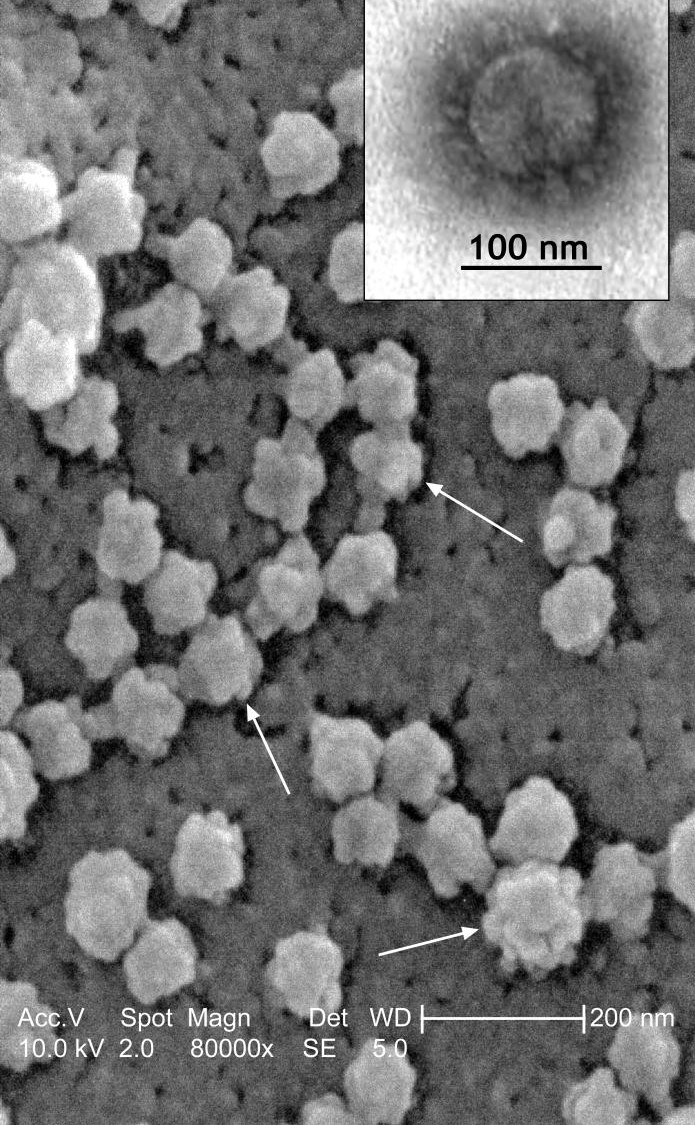
صورة بالمجهر الإلكتروني الماسح لفيروسات كورونا سارس.

فيروس كورونا هو فيروس رنا مفرد السلسلة موجب الاتجاه ينتمي إلى عائلةٍ من فيروسات كورونا المغلفة، جينومه حوالي 29.7 ألف نوكلوتيد وهو من أكبر فيروسات الرنا طولا. لفيروس سارس 13 جينا معروفا و14 بروتينا معروفا. تحتوي المنطقة 5' غير المترجمة (5'UTR) الخاصة به على 265 نوكليوتيد وتحتوي المنطقة 3' غير المترجمة (3'UTR) على 324 نوكليوتيد. فيروس سارس مشابه لفيروسات كورونا الأخرى في كون التعبير عن جينومه يبدأ بترجمة إطاري قراءة مفتوحين (ORF) 1a و1b، وكلاهما عديد بروتين.
وظيفة العديد من هذه البروتينات معروفة: يشفر إطاري القراءة المفتوحين 1a و1b إنزيم الريبليكاز، وأربع بروتينات بنيوية رئيسية: القفيصة، الحسكة، الغشاء، والغلاف. ويشفران كذلك ثمانية بروتينات فريدة تُعرف بالبروتينات الملحقة وجميعها لا يوجد لديها نظير معروف لدى فيروسات أخرى. وظيفة هذه البروتينات الملحقة مازالت غير معروفة.
عادة ما تعبِّر فيروسات كورونا عن عديد البروتين pp1a (عديد بروتين إطار القراءة المفتوح 1a) وPP1ab وهو عديد بروتين كلا إطاري القراءة المفتوحين 1a و1b. بعد ذلك تعالَج عديدات البروتين بواسطة إنزيمات يشفِّرها إطارة القراءة المفتوح 1a، وينتج عن ذلك بروتينات منها: إنزيمات النسخ مثل بوليميراز الرنا المعتمد على الرنا، هيليكاز الرنا، والبروتياز. مركب التضاعف الخاص بفيروسات كورونا مسؤول كذلك على تخليق مختلف جزيئات الرنا مع مسار إطار القراءة المفتوح 1b والتي تشفر بروتينات ملحقة. يقص بروتينان مختلفان هما 3CLpro وPL2pro عديدات البروتينات الكبيرة إلى 16 وحدة فرعية صغيرة.
يتبع فيروس كورونا سارس نفس إستراتيجية التضاعف الخاصة بجنس فيروسات كورونا. حُدِّد المستقبل الرئيسي لفيروس سارس وهو الإنزيم المحول للأنجيوتنسين 2 أول مرة سنة 2003.

## الشكل
يُعتبر شكل فيروس السارس مماثلًا لفيروسات كورونا عمومًا. تحتوي هذه الفيروسات على جزيئاتٍ كرويةٍ كبيرة ذات بروزاتٍ سطحية بصلية تُشكل هالةً حول الجزيئات. يحتوي غلاف الفيروس على ليبيدات، ويظهر أنه يتكونُ من زوجٍ مميزٍ من القشور الإلكترونية الكثيفة.
يتكون المُكون الداخلي من بروتينٍ نووي حلزوني مُنفرد. يُوجد أيضًا بروزاتٌ سطحية طويلة تبرز من الغلاف الليبيدي. حجم هذه الجزيئات ضمن نطاق 80-90 نانومتر.

## التطور
فيروس كورونا سارس ذو صلة وثيقة بالمجموعة 2 من فيروسات كورونا (فيروس كورونا بيتا) لكنه لا ينفصل عن أي من المجموعات الثلاث الأخرى من فيروسات كورونا (ألفا، غاما، دلتا). اقتُرحت فرضية بأن فيروسات كورونا تطورت بشكل مشترك مع مضيفاتها لمدة طويلة ثم انتقلت عبر الأنواع من الخفافيش إلى البشر. أقرب مجموعة خارجة صلةً بفيروسات كورونا هي فيروسات تورو التي تماثلها في ريبليكاز إطار القراءة المفتوح 1b والبروتينات الفيروسية S وM. حُدِّد أن سارس هو تفرع مبكر من المجموعة بيتا من فيروسات كورونا بناءا على مجموعة من النطاقات المحفوظة التي يشترك فيها مع المجموعة بيتا.
الاختلاف الرئيسي بين فيروس كورونا بيتا وفيروس كورونا سارس هو الوحدة الفرعية الخاصة بالريبليكاز nsp3 المشفَّرة بإطار القراءة المفتوح 1a. لا يملك فيروس سارس ببتيداز 1 شبيه بالباباين.